# Herbert Spencer Gasser
Herbert Spencer Gasser (Platteville, 5 luglio 1888 – New York, 11 maggio 1963) è stato un medico e fisiologo statunitense, premio Nobel per la medicina per i suoi studi sul potenziale d'azione nelle fibre nervose.
Condivise il premio con Joseph Erlanger.